# Springelhof
Springelhof ist ein Gemeindeteil der Stadt Ludwigsstadt im Landkreis Kronach (Oberfranken, Bayern).

## Geographie
Das Dorf bildet mit dem südlich gelegenen Lauenstein eine geschlossene Siedlung und ist im Westen und Norden von Acker- und Grünland umgeben, im Osten grenzt das als Naturschutzgebiet ausgezeichnete Waldgebiet Falkenstein und Pechleite östlich Lauenstein an. Es befindet sich in Hanglage auf halber Höhe des Ratzenbergs (678 m ü. NHN, 1,1 km westlich) und der Alten Burg (622 m ü. NHN, 0,6 km nördlich), beides Erhebungen des Frankenwaldes. Auf dem Ratzenberg steht die Thüringer Warte. Eine Gemeindeverbindungsstraße verläuft in Richtung Westen bis unterhalb des Ratzenberges und führt dann in einem großen Bogen zurück nach Ebene. Ein Anliegerweg zur Thüringer Warte zweigt ab.

## Geschichte
Springelhof war ursprünglich ein herrschaftliches Vorwerk. 1718 wurde es verkauft und zerschlagen. Gegen Ende des 18. Jahrhunderts gab es in Springelhof 7 Anwesen (2 ganze und 2 halbe  Kammergüter, 1 Viertelkammergut, 1 Achtelkammergut, 1 Tropfhaus). Das Hochgericht übte das bayreuthische Amt Lauenstein aus. Die Dorf- und Gemeindeherrschaft sowie die Grundherrschaft über alle Anwesen hatte das Kastenamt Lauenstein.
Von 1797 bis 1808 unterstand der Ort dem Justiz- und Kammeramt Lauenstein. Mit dem Ersten Gemeindeedikt wurde Springelhof dem 1808 gebildeten Steuerdistrikt Lauenstein und der 1818 gebildeten Ruralgemeinde Lauenstein zugewiesen. Am 1. Mai 1978 wurde Springelhof mit der Gebietsreform in Bayern in Ludwigsstadt eingegliedert.

### Einwohnerentwicklung
| Jahr      | 001802 | 001818 | 001861 | 001871 | 001885 | 001900 | 001925 | 001950 | 001961 | 001970 | 001987 |
| Einwohner | 30     | 43     | 50     | 60     | 53     | 46     | 43     | 41     | 30     | 24     | 36     |
| Häuser    | 7      | 8      |        |        | 8      | 8      | 8      | 8      | 8      |        | 19     |
| Quelle    | [ 7 ]  | [ 5 ]  | [ 8 ]  | [ 9 ]  | [ 10 ] | [ 11 ] | [ 12 ] | [ 13 ] | [ 14 ] | [ 15 ] | [ 1 ]  |

## Religion
Der Ort ist evangelisch-lutherisch geprägt und nach St. Nikolaus (Lauenstein) gepfarrt.